# Облога Києва (1399)
Облога Києва 1399 — облога Києва золотоординським ханом Тимуром-Кутлуком після розгрому війська Великого князівства Литовського в битві на Ворсклі. 
Ставши табором під Києвом, хан розпустив військо по всій Південно-Західній Русі, «пролияша кров аки воду». Татари доходили аж до Луцька і «багато міст пополониша». Проте сам Київ Тимур-Кутлук штурмувати не став, обмежившись величезним викупом у три тисячі рублів, а також 30 рублів із Печерського монастиря. Потім він повернувся в Орду, залишивши за собою, за висловом літописця, «скорботу і нарікання, і плач багатьох, і людей збідніння велике».
Після цього Київ був узятий і пограбований золотоординським еміром Едигеєм у 1416 році.